# صقلاب كاليفورني
الصُقْلاب الكاليفورني نوع نباتي عشبي ينتمي إلى جنس الصقلاب من الفصيلة الدفلية. موطنه الأصلي ولاية كاليفورنيا في الولايات المتحدة وولاية باخا كاليفورنيا المكسيكية.